# Fluorovodík
Fluorovodík, systematicky fluoran, je za normální teploty bezbarvý, jedovatý plyn. Vzniká přímým slučováním vodíku s fluorem:
H2 + F2 → 2HF
za vývoje tepla (exotermní reakce). Průmyslově se vyrábí rozkladem minerálu fluoritu (kazivce) (fluoridu vápenatého) kyselinou sírovou za vysoké teploty (okolo 250 °C):
CaF2 + H2SO4 → CaSO4 + 2HF.
Snadno se rozpouští ve vodě na bezbarvý, silně žíravý roztok kyseliny fluorovodíkové. Fluorovodík je silně žíravý a při styku s kůží nebo sliznicemi působí velmi bolestivé a špatně se hojící rány. Leptá sklo.

## Použití
Fluorovodík se používá při výrobě hliníku a uranu a v organické syntéze zejména při výrobě polymerů (například teflonu) a chladicích směsí freonů.